# Плодопитомник (Дагестан)
Плодопито́мник — село в Тарумовском районе Дагестана. Входит в состав сельсовета «Уллубиевский».

## Географическое положение
Село расположено на правом берегу реки Таловка, на расстоянии 18 км к юго-востоку от районного центра села Тарумовка.

## Население
| 1970 | 1989 | 2002 | 2010 | 2021 |
| ---- | ---- | ---- | ---- | ---- |
| 262  | ↘227 | ↘128 | ↗164 | ↗167 |

Национальный состав
По результатам Всероссийской переписи населения 2010 года:
| № | Национальность | Численность, чел. | Доля   |
| - | -------------- | ----------------- | ------ |
| 1 | аварцы         | 109               | 66,5 % |
| 2 | русские        | 37                | 22,6 % |
| 3 | даргинцы       | 14                | 8,5 %  |
| 4 | другие         | 4                 | 2,4 %  |